# سدة الفلوجة
سدة الفلوجة هي سدة تقع على نهر الفرات جنوب مدينة الفلوجة بنحو 5 كم بالقرب من بلدة النعيمية، تتكون من عشر فتحات لها بوابات هلالية أبعاد كل منها 16 م عرضا و8.50 متر ارتفاعا وتمرّر تصريفا في نهر الفرات قدره 3600 م 3/ثا بأعلى منسوب في النهر عند مقدمها وقدره 44.79 م فوق سطح البحر ،وللسدة ممر للأسماك طوله 144.90 م وعرضه 8 م أمّا هويس الملاحة فإنه مؤجل تنفيذه ،يتفرع من مقدم السدة ناظم القناة الموحّدة ويتكون من أربع بوابات هلالية بعرض 6 م وارتفاع 3.50 م لكل منها وأعلى تصريف لهذا الناظم هو 104 م 3/ثا بمنسوب تشغيلي في المقدم قدره 42.50 م فوق سطح البحر، يوجد في مقدم السدة ناظم حوض الترسيب يتكون من أربع بوابات هلالية بعرض 6 مترا وارتفاع 7.50 مترا لكل منها ويمرر الناظم تصريفا أعلى إلى حوض الترسيب ومن ثم إلى القناة الموحّدة قدره 104 م 3/ثا بمنسوب تشغيلي في المـقدم يبـلغ 42.50 م فـوق سطح البحر ومن أهم منشآتها السدة الرئيسية وممر الأسماك وناظم القناة الموحدة وناظم حوض الترسيب وأهمية إنشائها تكمن في تأمين المياه وإرواء الأراضي ضمن مشاريع الصقلاوية وأبو غريب والرضوانية واليوسفية واللطيفية والإسكندرية وفي تنظيم التصريف بين سدة الرمادي وسدة الهندية جنوبا وأُنجزت السدة كاملا في العام 1985.

## إنشاء السد
أقترح مشروع إنشاء سدة الفلوجة خبير الريّ البريطاني السير ويليام ويلكوكس في تقريره الشهير عن ريّ العراق (ويلكوكس ،1939) ،وذلك بهدف إرواء المنطقة الزراعية المحصورة بين النهرين ضمن منطقة السهل الفيضي الخصبة التربة ،وبتصميم يشبه القناطر المصرية التي أشرف على إنجازها وذلك لضمان إروائها طيلة أيام السنة، ولكن ويلكوكس كان قد أقترح تغير موقع السدة في تقريره المذكور وذلك الى الشمال من موقعها الحالي وبالقرب من صدر جدول الصقلاوية بدلآ من موقعها الحالي لاعتقاده بأفضلية الموقع الشمالي لصلابة أرضه وضيق مجراه ،(سوسه ، 1945).

## المنشآت
سدة الفلوجة من السداد التنضيمية المهمة للمياه وليست الخزنية، تتكون السدة من عدة منشآت أهمها :
١-السدة الرئيسية: منشأة من الكونكريت المسلح مزودة بعشرة بوابات حديدية هلالية عرض الواحدة (١٦ متر) وأرتفاعها (٨.٥ متر) وتبلغ طاقتها التصريفية القصوى ( ٣٦٠٠ م٣/ثا).
٢-ناظم القناة الموحدة: وهو مأخذ للقناة الموحدة ،يتكون من منشأين رئيسيين أحدها يستعمل لغرض نقل الترسبات إلى حوض الترسيب ،والآخر لتجهيز القناة الموحدة بالمياه بطاقة قصوى (١٠٤ م٣/ثا) ، كما يوجد تحت عتبة الناظم ثلاثة أنفاق واقعة على الجانب الأيسر للناظم.
٣-ممر الأسماك: يقع على الجانب الأيمن لناظم سدة الفلوجة.
٤-ممر الملاحة: يقع على الجانب الأيمن لناظم سدة الفلوجة (لم ينفذ هذا الممر علمًا أنه قد تم دراسته ضمن النموذج الهيدروليكي وعلى الفرع الأيسر لنهر الفرات.
٥-محطة توليد الطاقة: بالرغم من تضمين المخطط النموذجي للمشروع إنشاء محطة لتوليد الطاقة الكهربائية، إلا إنه لم يتم تنفيذ ذلك بسبب عدم توفر المناسيب الملائمة من المياه لتشغيل مثل هذه المحطات .

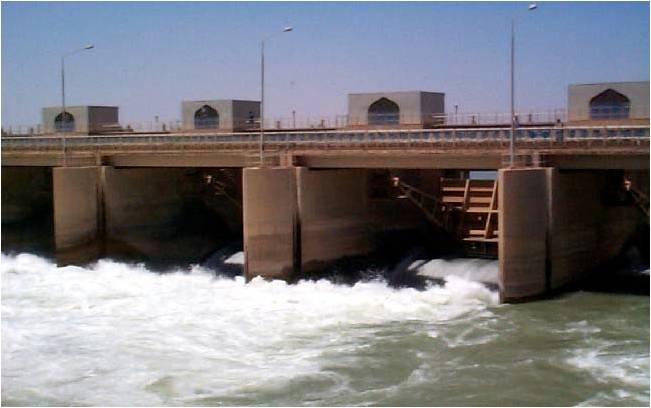
سدة الفلوجة

## التحديات والصعوبات
على مر السنوات واجهت السدة عدة تحديات، من بينها :
الصراعات المسلحة : تعرضت السدة للأضرار خلال فترات النزاع المسلح في العراق ، مما أثر على بنيتها التحتية وقدرتها على أداء وظائفها بشكل كامل.
التغير المناخي : التغيرات في نمط الأمطار ومستوى المياه في نهر الفرات أثرت على كفاءة السدة في إدارة الموارد المائية.
الصيانة والتحديث : تحتاج السدة إلى صيانة دورية وتحديث للبنية التحتية لضمان عملها بكفاءة.
الدور المستقبلي : مع استقرار الوضع في العراق وزيادة التركيز على إعادة الإعمار، من المتوقع أن تلعب سدة الفلوجة دوراً محورياً في تطوير القطاع الزراعي وتحسين إدارة الموارد المائية في البلاد. الاستثمار في تحديث السدة وتحسين بنيتها التحتية يمكن أن يسهم بشكل كبير في دعم التنمية المستدامة في المنطقة.